# Волохов, Олег Владимирович
Олег Влади́мирович Во́лохов (род. 15 марта 1963) — советский и российский спидвейный гонщик и тренер. Мастер спорта международного класса, двукратный чемпион СССР в командном зачёте, призёр чемпионатов России и СССР в личном зачётах.

## Биография
Старший брат спидвейного гонщика Андрея Волохова. Является воспитанником балаковского спидвея, всю свою карьеру провёл  местном клубе "Турбина". Главные успехи: чемпионство в составе клуба в 1984 и 1989 годах, бронза чемпионата СССР 1987 года и бронза чемпионата России 1991. Завершил спидвейную карьеру в 1993 г.
В ноябре 2005 года возглавил новосозданный клуб СК "Турбина". За годы работы главным тренером выиграл три чемпионата России (2009, 2011, 2012), чемпионат Украины (2010) и Кубок европейских чемпионов (2010). В августе 2014 года отправлен в отставку, новым главным тренером команды стал Валерий Гордеев.

## Среднезаездный результат
| Лига   | 1979        | 1980        | 1981        | 1982          | 1983        | 1984        | 1985        | 1986          | 1987          | 1988          | 1989          | 1990          | 1991          | 1992           | 1993          |
| ------ | ----------- | ----------- | ----------- | ------------- | ----------- | ----------- | ----------- | ------------- | ------------- | ------------- | ------------- | ------------- | ------------- | -------------- | ------------- |
| (ВЛ) / | ??? Турбина | ??? Турбина | ??? Турбина | 2,280 Турбина | ??? Турбина | ??? Турбина | ??? Турбина | 2,460 Турбина | 2,466 Турбина | 2,567 Турбина | 2,719 Турбина | 3,308 Турбина | 2,226 Турбина | -              | 2,125 Турбина |
| (II)   | -           | -           | -           | -             | -           | -           | -           | -             | -             | -             | -             | -             | -             | 1,930 Колеяж О | -             |

## Достижения
| - Чемпионат СССР по спидвею среди юниоров: в личном зачёте — 2 место (1982, 1984) - Чемпионат СССР по спидвею в командном зачёте — 1 место (1984, 1989), 2 место (1985, 1987, 1991), 3 место (1979, 1980, 1981, 1988, 1990) в личном зачёте — 3 место (1991) - Чемпионат России по спидвею в личном зачёте — 3 место (1987) - Спартакиада народов России в командном зачёте — 1 место (1986) | На международных соревнованиях Юниорские соревнования ЛЧМЮ — 7 место (1982), 5 место (1983), 10 место (1984) Взрослые соревнования ЛЧМ — 16 место в континентальном ½ финала (1985), 13 место в континентальном ¼ финала (1986, 1988), 14 место в континентальном ¼ финала (1987), 12 место в континентальном ¼ финала (1991), 10 место в отборочном соревновании (1993) КЧМ — 11 место (1993) ЛЧМ (д) — 16 место в ¼ финала (1992) ЛЧЕ (т) — 12 место в ¼ финала (1992) Кубок дружбы социалистических стран — 1 место (1981) |